# 劉郁中
劉郁中（1911年—1979年5月31日）。遼寧省新民縣人。民國37年（1948年）在遼寧省選區當選第一屆立法委員。

## 生平[1][2]
- 北平民國大學畢業
- 東北婦女運動促進會會長
- 中國國民黨遼北省黨部婦女運動委員會主任委員
- 民國68年5月31日病逝[3]